# Adam Carroll
Adam Carroll (Portadown, Irlanda del Norte, Reino Unido; 26 de octubre de 1982) es un piloto de automovilismo británico.
Comienza su carrera en 1993 cuando participa en diferentes campeonatos de karting, se mantiene en karting hasta 1999. Un año después pasa a la Fórmula Ford británica y se titula campeón, para 2002 pasa a la Campeonato de Gran Bretaña de Fórmula 3 Clase B para el equipo Sweeney. Ese año gana el campeonato, por lo accede al año siguiente a la división principal, además de participar en la Fórmula 3 Euroseries. 
Debuta en la GP2 Series en la temporada 2005 con el equipo Super Nova Racing, logra tres victorias en los circuitos de Enzo e Dino Ferrari, Mónaco y el Spa-Francorchamps termina el campeonato con 53 puntos que lo dejan en el quinto puesto de esa temporada. En la temporada 2006 pasa al equipo español Racing Engineering donde solo consigue una pole position y termina con 33 puntos para terminar en la ocho posición. Ese mismo año fue piloto de pruebas de la escudería Honda F1.
Para 2007 corre en la categoría alemana Deutsche Tourenwagen Masters para Audi. Además participará en la etapa de la Champ Car que se disputará en el Autódromo Hermanos Rodríguez.
Carroll participó en las fechas de Watkins Glen y Mid-Ohio de la IndyCar Series con el equipo Andretti.
A mitad de la temporada 2011, se produce su regreso a la GP2, sustituyendo a Luca Filippi en el equipo Super Nova a partir de la ronda de Alemania, en 4 rondas, consigue 6 puntos en total. También corre en la Auto GP ese año, corriendo 6 carreras con Campos Racing de las cuales 3 terminan en podio y una de ellas en victoria. Aparte disputa una ronda de la Fórmula Renault 3.5, a pesar de disputar tan solo 2 carreras, termina 4.º y 3.º en la primera y segunda carrera respectivamente y termina 17.º en el campeonato de pilotos.
El británico disputó una fecha de la Blancpain Endurance Series 2012 con un BMW Z4 de Vita4One junto a Gregory Franchi y Frank Kechele. Luego compitió en la última fecha del Campeonato Mundial de GT1 con un Audi R8 de WRT junto a Laurens Vanthoor, resultando segundo y cuarto en las dos mangas.
En 2013, Gulf contrató a Carroll para disputar la Blancpain Endurance Series con un McLaren MP4-12C. Acompañado de Nico Verdonck y Robert Bell, obtuvo un podio en cinco fechas, por lo que resultó 30.º en el campeonato de pilotos de la clase Pro y noveno en el campeonato de equipos.

## Resultados

### GP2 Series
(Clave) (negrita indica pole position) (cursiva indica vuelta rápida puntuable)

| Año  | Escudería          | 1   | 1   | 2   | 2   | 3   | 3   | 4   | 4   | 5   | 5   | 6   | 6   | 7   | 7   | 8   | 8   | 9   | 9   | 10  | 10  | 11  | 11  | 12  | 12  | Pos. | Puntos | Ref.  |
| ---- | ------------------ | --- | --- | --- | --- | --- | --- | --- | --- | --- | --- | --- | --- | --- | --- | --- | --- | --- | --- | --- | --- | --- | --- | --- | --- | ---- | ------ | ----- |
| 2005 | Super Nova Racing  | IMO | IMO | BAR | BAR | MON | MON | NÜR | NÜR | MAG | MAG | SIL | SIL | HOC | HOC | BUD | BUD | EST | EST | MNZ | MNZ | SPA | SPA | SAK | SAK | 5.º  | 53     | [ 1 ] |
| 2005 | Super Nova Racing  | 5   | 1   | 7   | 6   | 1   | 1   | Ret | 2   | 4   | 6   | 21† | 8   | Ret | 11  | 9   | 9   | 7   | 2   | 5   | 6   | 8   | 1   | 9   | 8   | 5.º  | 53     | [ 1 ] |
| 2006 | Racing Engineering | VAL | VAL | IMO | IMO | NÜR | NÜR | BAR | BAR | MON | MON | SIL | SIL | MAG | MAG | HOC | HOC | BUD | BUD | EST | EST | MNZ | MNZ |     |     | 8.º  | 33     | [ 2 ] |
| 2006 | Racing Engineering | 14  | Ret | Ret | 12  | 3   | 5   | 10  | 12  | Ret | Ret | 3   | 2   | 20  | 14  | 6   | 8   | 7   | Ret | 6   | 3   | Ret | Ret |     |     | 8.º  | 33     | [ 2 ] |
| 2007 | FMS International  | SAK | SAK | BAR | BAR | MON | MON | MAG | MAG | SIL | SIL | NÜR | NÜR | BUD | BUD | EST | EST | MNZ | MNZ | SPA | SPA | VAL | VAL |     |     | 7.º  | 56     | [ 3 ] |
| 2007 | FMS International  |     |     |     |     |     |     | DSQ | 14  | 6   | 1   | Ret | 14  | 1   | 2   | 3   | 3   | Ret | 15  | Ret | 6   | Ret | 15  |     |     | 7.º  | 56     | [ 3 ] |
| 2008 | FMS International  | BAR | BAR | EST | EST | MON | MON | MAG | MAG | SIL | SIL | HOC | HOC | BUD | BUD | VAL | VAL | SPA | SPA | MNZ | MNZ |     |     |     |     | 25.º | 1      | [ 4 ] |
| 2008 | FMS International  |     |     | 8   | Ret | Ret | Ret |     |     |     |     |     |     |     |     |     |     |     |     |     |     |     |     |     |     | 25.º | 1      | [ 4 ] |
| 2011 | Super Nova Racing  | EST | EST | BAR | BAR | MON | MON | VAL | VAL | SIL | SIL | NÜR | NÜR | BUD | BUD | SPA | SPA | MNZ | MNZ |     |     |     |     |     |     | 17.º | 6      | [ 5 ] |
| 2011 | Super Nova Racing  |     |     |     |     |     |     |     |     |     |     | 15  | 5   | 19  | 12  | 9   | 11  | 5   | 11  |     |     |     |     |     |     | 17.º | 6      | [ 5 ] |

### Campeonato Mundial de Resistencia de la FIA
(Clave) (negrita indica pole position) (cursiva indica vuelta rápida)

| Año  | Escudería   | Clase    | Automóvil       | 1   | 2   | 3   | 4   | 5   | 6   | 7   | 8   | 9   | Pos. | Puntos | Ref.  |
| ---- | ----------- | -------- | --------------- | --- | --- | --- | --- | --- | --- | --- | --- | --- | ---- | ------ | ----- |
| 2016 | Gulf Racing | LMGTE Am | Porsche 911 RSR | SIL | SPA | LMS | NÜR | MEX | COA | FUJ | SHA | BHR | 7.º  | 106    | [ 6 ] |
| 2016 | Gulf Racing | LMGTE Am | Porsche 911 RSR | Ret | 5   | 3   | 5   | 4   | 4   | 4   | 6   | 4   | 7.º  | 106    | [ 6 ] |